# Vut Tsz Ying
Vut Tsz Ying (* 22. Januar 1990) ist eine Leichtathletin aus Hongkong, die sich auf den Langstreckenlauf spezialisiert hat.

## Sportliche Laufbahn
Erste internationale Erfahrungen sammelte Vut Tsz Ying im Jahr 2018, als sie bei den Asienspielen in Jakarta mit 3:03:34 h auf den 15. Platz im Marathonlauf gelangte. Im Jahr darauf belegte sie bei den Marathon-Asienmeisterschaften in Dongguan nach 2:51:44 h den zehnten Platz und bei den Halbmarathon-Weltmeisterschaften 2020 in Gdynia wurde sie nach 1:19:08 h 115. 2023 belegte sie bei den Asienmeisterschaften in Bangkok in 38:08,37 min den siebten Platz im 10.000-Meter-Lauf und gelangte über 5000 Meter mit 18:13,90 min auf Rang elf. Im Jahr darauf wurde sie bei den Marathon-Asienmeisterschaften 2024 in Hongkong in 2:50:06 h Sechste und bei den Marathon-Asienmeisterschaften 2025 in Jiaxing belegte sie in 2:46:57 h Rang sieben.
In den Jahren von 2022 bis 2024 wurde Vut Hongkonger Meisterin im 10.000-Meter-Lauf sowie 2023 auch über 5000 Meter.

## Persönliche Bestleistungen
- 5000 Meter: 17:55,47 min, 16. Februar 2025 in Hongkong
- 10.000 Meter: 36:48,62 min, 18. Januar 2025 in Hongkong
- Halbmarathon: 1:19:08 h, 17. Oktober 2020 in Gdynia
- Marathon: 2:43:46 h, 9. März 2025 in Nagoya